# Luisenplatz (Darmstadt)
La Luisenplatz è il centro della città di Darmstadt, in Germania. Nel 1820 fu intitolata alla granduchessa Luisa d'Assia-Darmstadt (1761–1829), moglie di Luigi I d'Assia.

## Storia

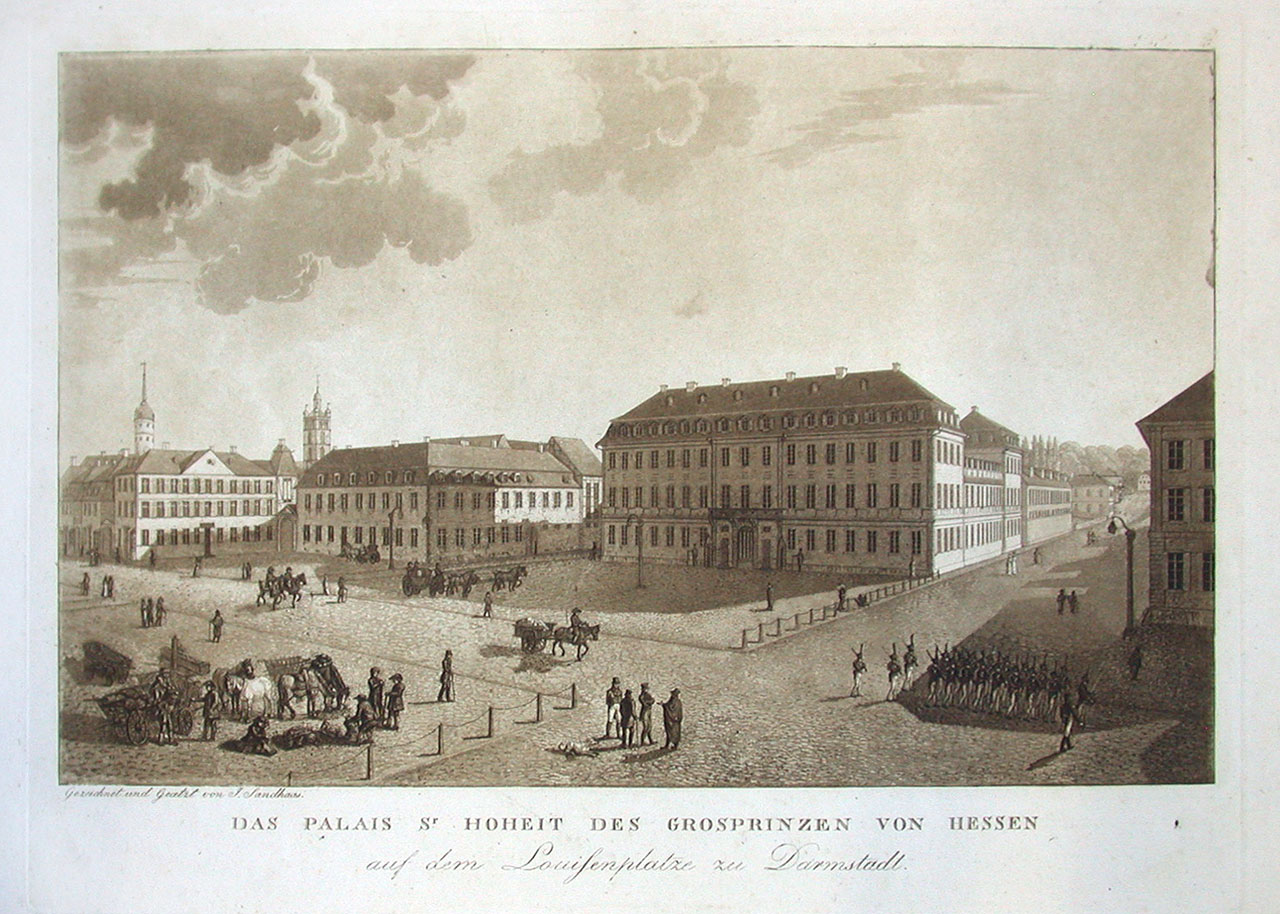
Veduta della Luisenplatz e dell'Altes Palais, (dopo il 1803, probabilmente intorno al 1815), acquaforte di Josef Sandhaas

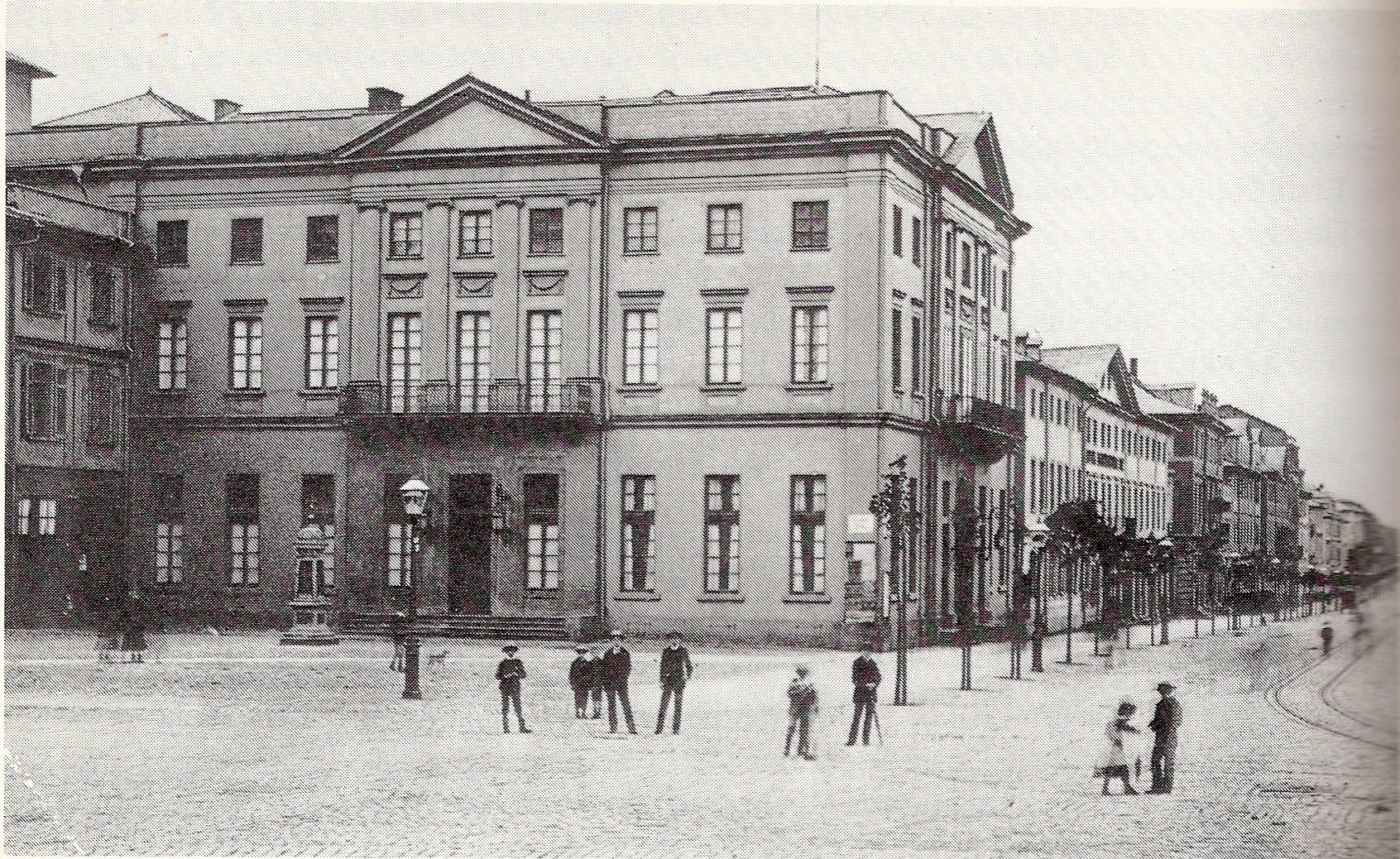
Landstände o Ständehaus, 1888

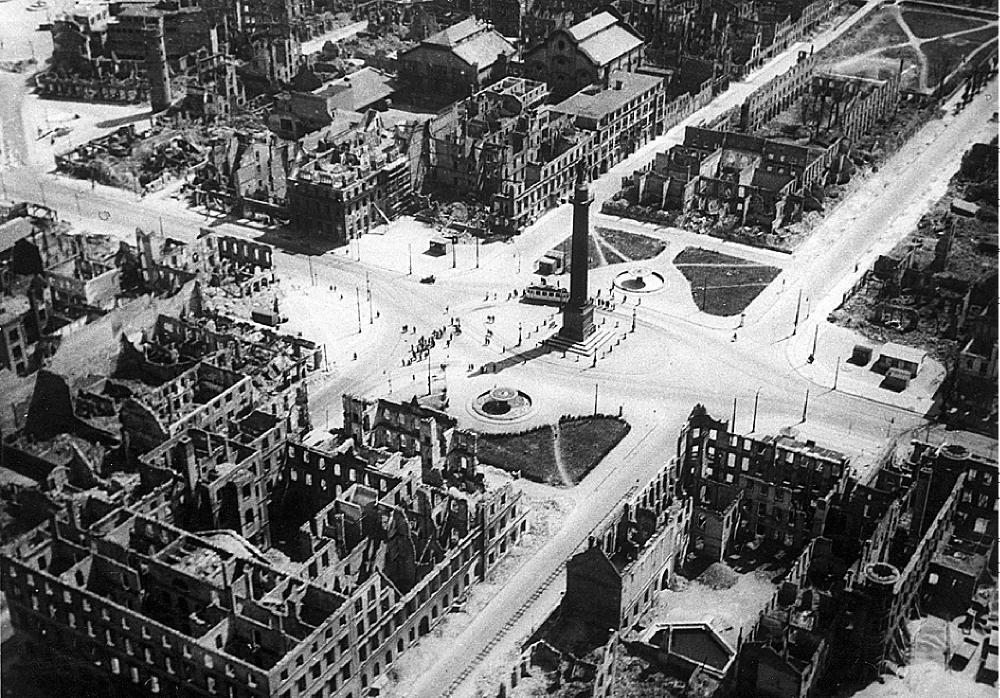
Luisenplatz dopo i bombardamenti della Seconda guerra mondiale, foto aerea USA

Nel 1698 l'Hugenottenplan creò la forma della piazza che si vede in un progetto del 1715, rimasto invariato, attribuito all'architetto francese (autore pure della Orangerie di Darmstadt) Louis Remy de la Fosse. i limiti degli angoli della Rheinstraße esistevano solo sul lato orientale della piazza e nel 1791 furono creati sul lato ovest nel progetto di costruzione neoclassico di Johann Helfrich Müller. Tra il 1770 ed il 1780 sul lato nord fu costruito il Kollegiengebäude ("Palazzo del collegio"), seguito dagli edifici d'angolo della Rheinstraße bassa, e tra il 1798 ed il 1804 dagli edifici della Wilhelminenstraße. L'ultimazione di un progetto originariamente barocco e classico portò nel 1804 all'edificazione del Kammerrat Moldenhauer sul lato sud, che poi diverrà il Prinz-Alexander-Palais. Nel 1844 fu eretta la "colonna Ludwig" a metà tra l'allora Paradeplatz (oggi Friedensplatz) e la Flanierplatz. Nell'ambito della ristrutturazione avvenuta nel 1882 furono messe a dimora piante e create aree verdi.
Nel Granducato d'Assia la Luisenplatz era il centro politico del paese. Nella Luisenplatz sorgevano l'Altes Palais (residenza del granduca, distrutta nel 1944; la relativa area è oggi occupata dal centro commerciale Luisencenter), il Kollegiengebäude (allora sede del governo, oggi del Distretto governativo di Darmstadt) e la Ständehaus, sede del Landstände des Großherzogtums Hessen (parlamento del granducato).
Dal 1933 al 1945 la Luisenplatz si chiamò "Adolf-Hitler-Platz.

## Progetto e costruzione

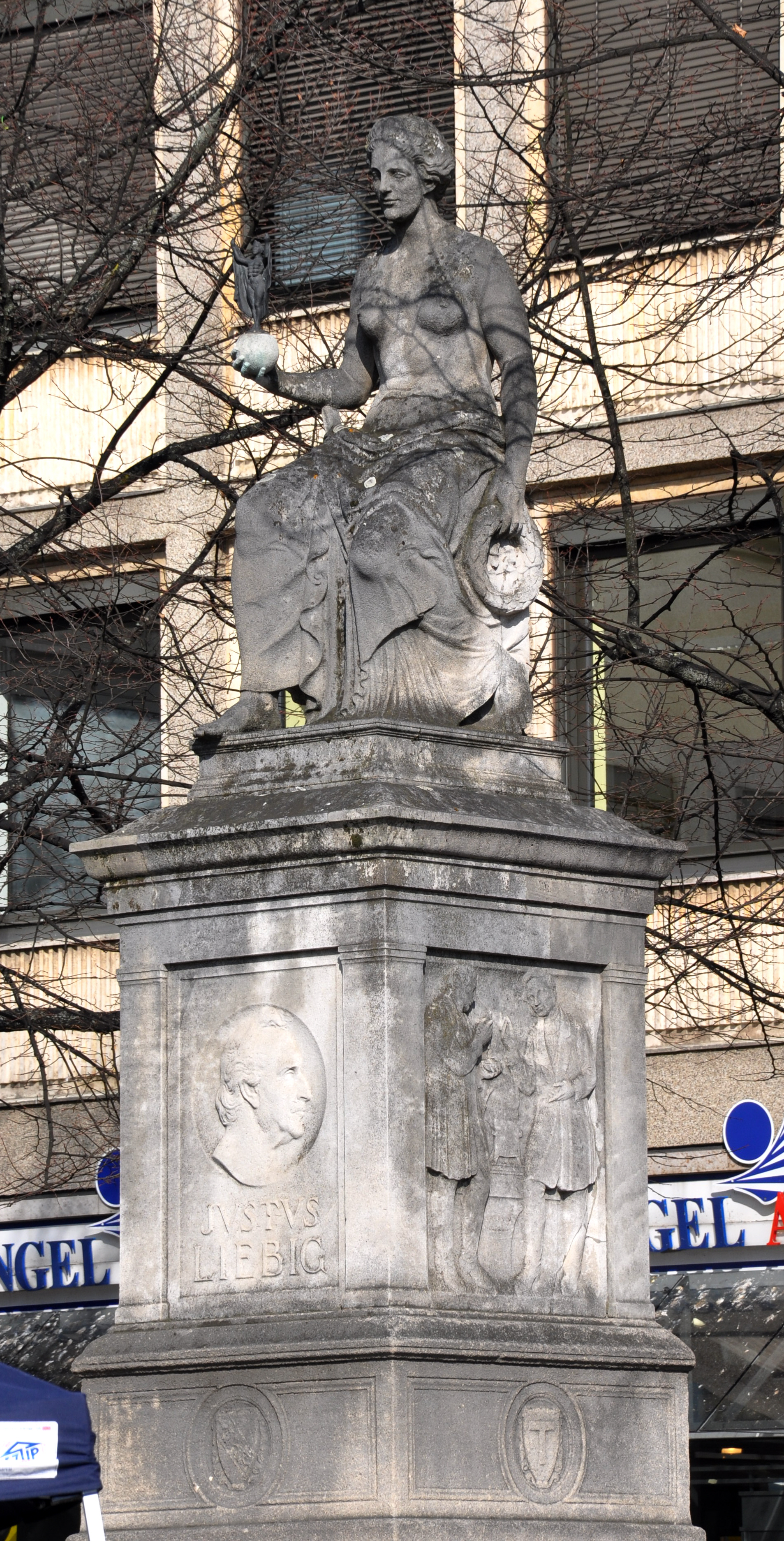
Monumento a Justus von Liebig

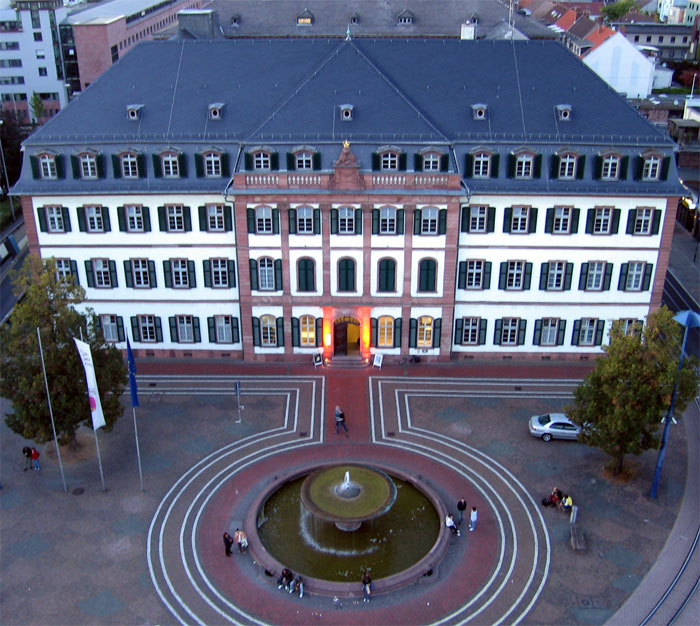
Il Kollegiengebäude in Luisenplatz

La piazza ha un disegno cruciforme. Al centro campeggia il monumento a Ludwig (Luigi I d'Assia) alto 39 metri, detto Langer Ludwig o Langer Lui ("Luigi lungo"). Sui lati nord e sud stanno due fontane (opera di Joseph Maria Olbrich, che decorò la Luisenplatz dal 1908) che formano un asse con il Ludwigsmonument. In precedenza si trovava qui fino al 1840 la vera da pozzo Franz Heger costruita dal Landesbaumeister ("Capo mastro di stato"). Al lato est della piazza si trova il monumento a Justus von Liebig, progettato nel 1913 da Heinrich Jobst.

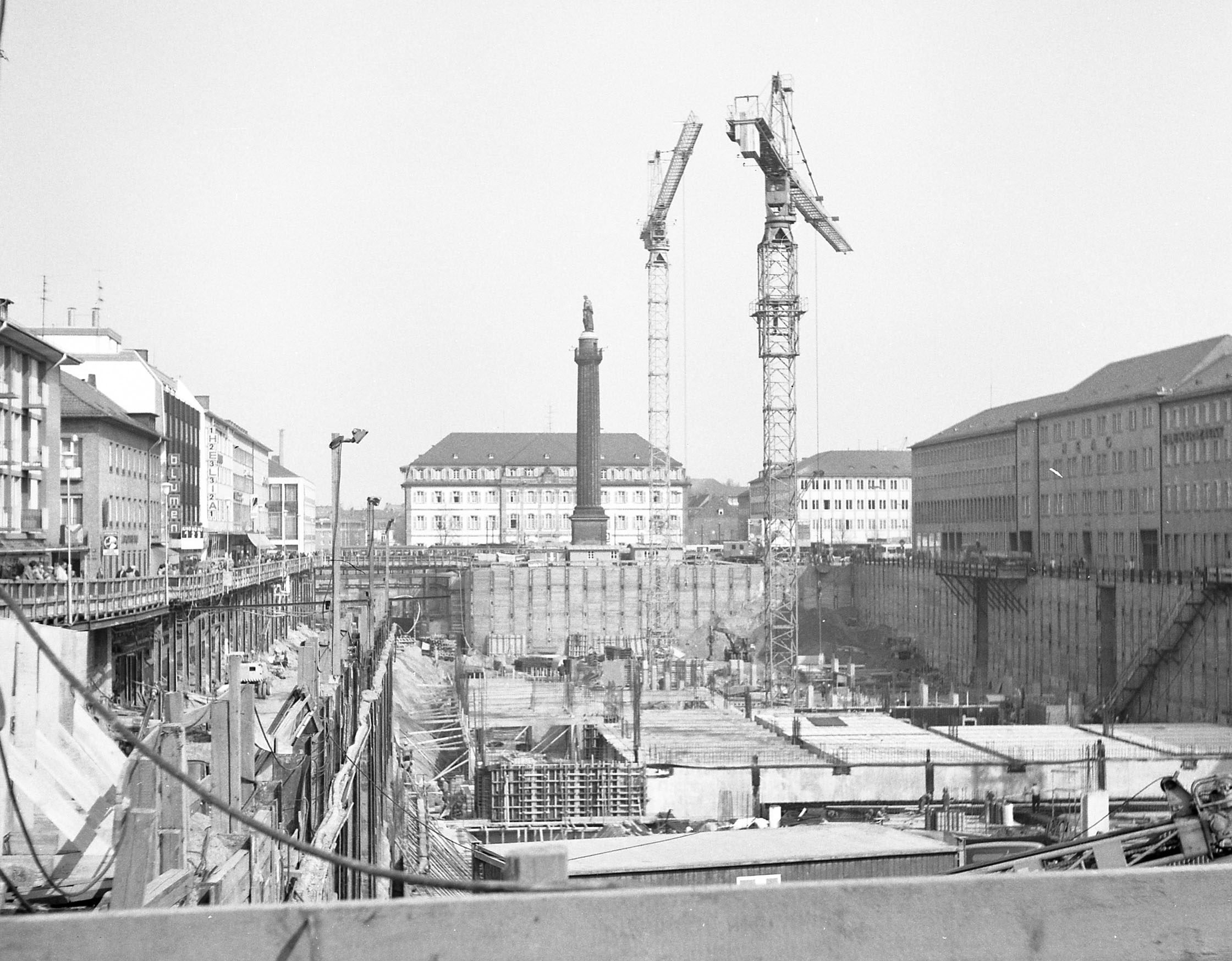
Cantiere per la costruzione del Luisencenter, primavera 1976

Il perimetro della piazza fu distrutto dai bombardamenti aerei inglesi durante la Seconda guerra mondiale. Di conseguenza la maggior parte degli edifici visibili oggi risalgono al dopoguerra. Solo il Kollegiengebäude rococò posto sul lato nord fu ricostruito seguendone la forma originale. La piazza ospita il Distretto governativo di Darmstadt. Sul lato sud insiste il Luisencenter, centro commerciale costruito tra il 1975 ed il 1977 su progetto dell'architetto di Darmstadt Theodor Seifert. Proprio in adiacenza si trova il Neue Darmstädter Rathaus ("Nuovo municipio di Darmstadt").
Sul lato occidentale sorge un palazzo della Sparkasse Darmstadt ("Cassa di risparmio di Darmstadt"), che fu costruito tra il 1955 ed il 1956 in calcestruzzo armato su progetto di Ernst Samesreuther. Fino alla sua distruzione nell'ultimo conflitto mondiale sulla proprietà c'era la Ständehaus, costituita tra il 1836 e il 1839. Sul lato opposto troviamo il Wilhelminenhaus, sede di uffici del distretto governativo, al cui interno c'è anche un ufficio postale. Il complesso di uffici fu costruito tra il 1959 ed il 1962 per contenere il Posttechnisches Zentralamt ("Ufficio tecnico centrale delle poste") su progetto degli architetti di Francoforte Max Meid e Helmut Romeick. In precedenza (fino alla distruzione del 1944) all'angolo Rheinstraße/Luisenplatz c'era l'ufficio postale principale, eretto presso il Prinz-Alexander-Palais.
La funzione della piazza è cambiata in seguito alla creazione di percorsi tranviari che la attraversano, e i più recenti edifici degli anni 1950 le hanno fatto perdere il carattere storico. L'ultimo restauro urbanistico inteso a riportarne alla luce la base strutturale classica si è svolto nel 1980.

## Trasporti
La piazza fa parte della zona pedonale e dal 1889 è un fulcro centrale del sistema di trasporti di Darmstadt. È utilizzata da otto delle nove linee della rete tranviaria di Darmstadt e pure da varie linee di autobus. Le linee ferroviarie e le fermate sono state modificate numerose volte dal 1899. Sotto la parte occidentale della piazza, nel settore di Wilhelminenstraße, si trova il Tunnel Wilhelminenstraße, parte di un anello a senso unico che avvolge il centro cittadino, con sviluppo di un parcheggio sotterraneo sotto al Luisecenter che serve anche il grande magazzino Karstadt.